# Drnje
Drnje es un municipio de Croacia en el condado de Koprivnica-Križevci.

## Geografía
Se encuentra a una altitud de 127 m s. n. m. a 109 km de la capital nacional, Zagreb.

## Demografía
En el censo 2011, el total de población del municipio fue de 1863 habitantes, distribuidos en las siguientes localidades:
- Botovo -  272
- Drnje - 970
- Torčec - 621

| Gráfica de población de Drnje 1857-2011                             |
|                                                                     |
| Según los censos de población de la oficina estadística de Croacia. |